# مشكلة العقول الأخرى
مشكلة العقول الأخرى هي مشكلة فلسفية تقليديا ذكرت على أنها تحدي معرفي والتي أثارته الشكوكية: بالنظر إلى أنني لا يمكن إلا أن ألاحظ سلوك الآخرين، كيف يمكنني أن أعرف أن الآخرين لديهم عقول؟ وهي عقيدة مركزية للفكرة الفلسفية المعروفة باسم الأنا. الفكرة بأنه من المعروف أن أي شخص لديه عقل واحد موجود. وتؤكد وحدة الأنا أنه بغض النظر عن سلوك الشخص الراقي، فإن السلوك في حد ذاته لا يضمن وجود العقلية.

## الغيبوبة الفلسفية
على سبيل المثال أن الناس الآخرين في الواقع لا شيء سوا آلة ذاتية التشغيل مصنوعة من اللحم، التي أشار إليها الفلاسفة «الغيبوبة الفلسفية». ولعل الحجة الرئيسية التي قدمت ضد هذه الإمكانية في تاريخ الفلسفة هي حجة التجانس (أشياء أخرى لها عقول إذا كانت مشابهة لنا بما فيه الكفاية). يمكن العثور عليها في أعمال جون ستيوارت مل، ألفرد آير، وبيرتراند راسل. وقد واجهت الحجة من التجانس فحص شامل من أمثال نورمان مالكولم الذي لديه مواضيع مع «حالة واحدة» طبيعة الحجة.

## القضايا الميتافيزيقية
في الآونة الأخيرة، قد حان أن يكون موضع تقدير أن المسألة المعرفية ترتبط ارتباطا وثيقا بالقضايا الميتافيزيقية والمفاهيمية. هذا هو أفضل تقدير من خلال النظر في أمثلة من نظرية هوية العقل والسلوك الفلسفي. وفقا لنظرية هوية العقل، لتكون في نوع معين من الحالة النفسية هو فقط أن يكون في نوع معين من حالة الدماغ البدني. لذلك، إذا كنا نستطيع الكشف عن أن شخص آخر هو في نوع معين من الحالة المادية، يمكننا أن نعرف أنهم في نوعين مختلفين من الحالة النفسية. وهكذا، يبدو أننا نستطيع أن نعرف بطريقة غير مشكوك فيها نسبيا أن هناك أشخاصا آخرين في حالات ذهنية معينة. في هذه الحالة، يتم حل المشكلة المعرفية من خلال تقديم مطالبة حول ميتافيزيقية العقل. السلوك المنطقي، من ناحية أخرى، يقوم بمطالبة حول طبيعة مفاهيمنا العقلية. هذه المطالبة هي أن البيانات حول الظواهر العقلية يمكن تحليلها إلى بيانات حول السلوك والتصرف. أن تكون في حالة ذهنية معينة، على سبيل المثال. الألم، أو التصرف بطرق معينة. وبما أن التصريحات التي تندرج ضمن المبادئ العقلية للأفراد تقدم مطالبات بشأن أي شيء فوق سلوكهم، يمكن التحقق من صحتها من خلال مراقبة السلوك. وهكذا، فإن السلوكي يغلق الفجوة المفاهيمية بين السلوك والعقلية المسؤولة عن المشكلة المعرفية.

## الميتافيزيقية الأنانية
يجادل المحللون الميتافيزيقيون بأنه لا توجد عقول في الواقع إلا العقل نفسه، وأن محاولة إثبات وجود عقل آخر غير مجدية. ويرى أنصار هذا الرأي أن العالم خارج العقل نفسه لا يمكن أن يكون معلوما، بل قد يكون غير موجود. هناك إصدارات أضعف من الانقسام الميتافيزيقي، مثل الأنانية المتمركزة لكاسبر هير، حيث الأشخاص الآخرين واعين ولكن تجاربهم  ببساطة غير موجودة. يشير فالبرج إلى جوانب مماثلة من مفهومه للأفق الشخصي.

## رأي اختزالي
وجهة النظر الاختزالية، التي يدعمها جون ماكدويل وآخرون، حاولت معالجة جزء من هذه المشكلة من خلال طرح أساليب معينة للتعبير (مثل أن تكون في ألم) على أنها تمتاز وتسمح لنا بالوصول المباشر إلى العقل الآخر. وهكذا، على الرغم من أنها سوف تعترف من مشكلة المطالبة أنه في أي وقت من الأوقات يمكن أن ندعي أن الحصول على حالة عقلية أخرى، فهي ليست متاحة بشكل دائم بالنسبة لنا.

## رأي مادي ضعيف
إن الانعكاس للحجة الاختزالية سيكون نظرية أكثر بيولوجية (وجهة نظر مادية إلى حد ما). خذ العين وتصور اللون. ثم اضبط الخلايا المخروطية للاستشعار الضوئي للشبكية التي تستجيب لجزء من الطيف الكهرومغناطيسي المعين باللون الأحمر على نحو مماثل في كل شخص يتم اختباره، لذلك قد نتوقع أن يعاني جميع الناس من اللون الأحمر بنفس الطريقة. ومع ذلك، نحن نعلم أيضا أن بعض الناس يفتقدون بعض (أو كل) أنواع الخلايا المخروطية في العين. مما يؤدي إلى عمى الألوان وغيرها من هذه تفاوتات العين. وبالمثل، فإن الاختلافات في توزيع خلايا الدماغ والتوصيلات الجذعية (بين العديد من الاختلافات المحتملة الأخرى) يمكن أن تؤدي إلى حالات ذهنية مختلفة لنفس التحفيزات. عندما يكون الناس لديهم كلمة حمراء، فإنهم يتفقون مع الثقافات الأخرى التي تناسب فيه الأطوال موجية مع مصطلح «الأحمر» (نفس الموجات التي تثير في المقام الأول الخلايا المخروطية التي تكتشف الأحمر، والقناة الحمراء / الخضراء ل الدماغ). ومع ذلك، حتى لو تم بناء العين البشرية والعقول بطريقة تجعل نفس الأطوال موجية للجميع، لا يزال من الممكن التصور أن هذه الموجات يمكن أن تثير تجارب مختلفة بالنسبة للأفراد المختلفين. على وجه الخصوص، حافز خارجي قد يعطي تجارب مختلفة لنفس الفرد وفقا لأي عين يستخدمها.

## روابط خارجية
- مشكلة العقول الأخرى على موقع فيلبابيرس
- مشكلة العقول الأخرى  على موسوعة ستانفورد للفلسفة
- مشكلة العقول الأخرى على موقع مشروع إنديانا لعلم الوجود الفلسفي
- مشكلة العقول الأخرى entry in the موسوعة الإنترنت للفلسفة